# Arctopsyche ladogensis
Arctopsyche ladogensis är en nattsländeart som först beskrevs av Friedrich Anton Kolenati 1859. Enligt Catalogue of Life ingår Arctopsyche ladogensis i släktet Arctopsyche och familjen ryssjenattsländor, men enligt Dyntaxa är tillhörigheten istället släktet Arctopsyche och familjen rutnätnattsländor. Arten är reproducerande i Sverige. Inga underarter finns listade i Catalogue of Life.